# Passy (métro de Paris)
Pour les articles homonymes, voir Passy.
Passy est une station de la ligne 6 du métro de Paris, située dans le 16e arrondissement de Paris.

## Situation
La station est implantée sur la rue Marietta-Alboni, entre le square Alboni, la place de Costa-Rica et l'avenue du Président-Kennedy. Du fait de sa situation à flanc de la colline de Chaillot, elle est partiellement souterraine à son extrémité nord-ouest, tandis que le côté sud-est s'ouvre sur le viaduc de Passy, lequel surplombe le pont de Bir-Hakeim pour traverser la Seine. Orientée selon un axe nord-ouest/sud-est, elle s'intercale entre les stations Trocadéro et Bir-Hakeim. Il s'agit de la dernière station aérienne de la ligne en direction de Charles de Gaulle - Étoile.

## Histoire

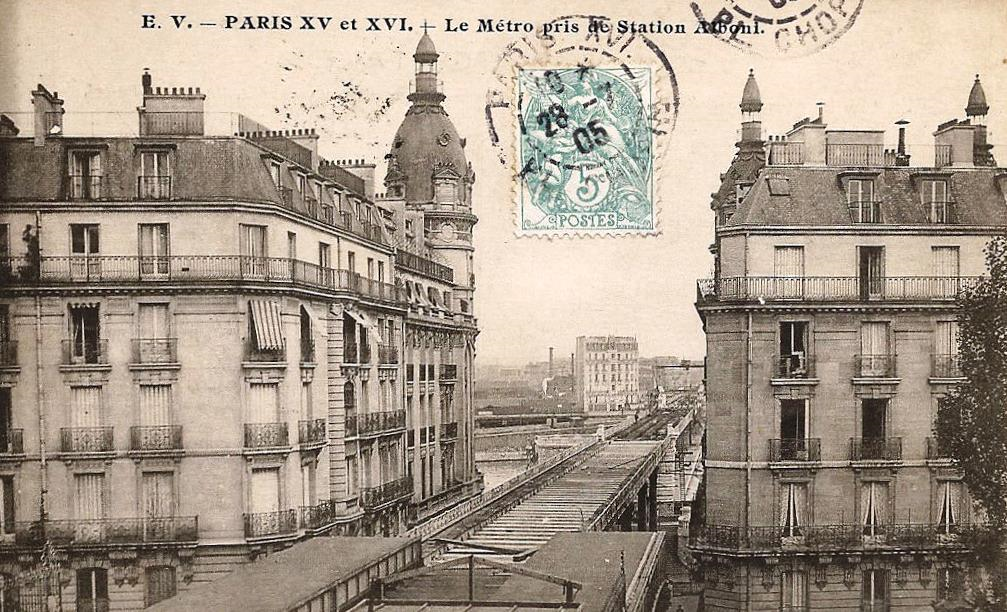
Le métro en construction, vu de la rue de l'Alboni.

La station est ouverte le 6 novembre 1903 avec la mise en service du prolongement de la ligne 2 Sud, jusqu'alors exploitée en tant qu'embranchement de la ligne 1, depuis son terminus initial de Trocadéro. Elle joua à son tour le rôle de tête de ligne jusqu'au 24 avril 1906, date à laquelle ladite ligne fut prolongée à travers la rive gauche de la Seine jusqu'à Place d'Italie. Le 17 octobre 1907, la ligne 2 Sud est absorbée par la ligne 5, qui relie alors Étoile (aujourd'hui Charles de Gaulle - Étoile)  à Lancry (actuelle Jacques Bonsergent). Du 17 mai au 6 décembre 1931, le tronçon entre Place d'Italie et Étoile de la ligne 5 est intégré temporairement à la ligne 6, laquelle relie alors Étoile à Nation. La section absorbée lui est définitivement cédée le 6 octobre 1942.
Surnommée « station du quai de Passy » dans les plans initiaux, elle doit sa dénomination à sa proximité avec le quai de Passy (actuelle avenue du Président-Kennedy) tel que celui-ci était dénommé lors de la construction de la ligne. Le nom de cette voie renvoyait lui-même à l'ancien village de Passy qu'elle longeait par l'est avant son annexion à Paris en 1860.
Le 1er avril 2017, la RATP intègre le nom de la station à une expression consacrée pour faire un poisson d'avril le temps d'une journée, comme dans huit autres stations. Passy est ainsi devenue « Reste Passy près du bord », de manière à sensibiliser les voyageurs au risque de chute sur les voies.
En 2019, 3 187 985 voyageurs sont entrés à cette station ce qui la place à la 160e position des stations de métro pour sa fréquentation,.
En 2020, avec la crise du Covid-19, 1 380 218 voyageurs sont entrés dans cette station, ce qui la place à la 190e position des stations de métro pour sa fréquentation.
En 2021, la fréquentation remonte progressivement, avec 2 080 548 voyageurs qui sont entrés dans cette station ce qui la place à la 171e position des stations de métro pour sa fréquentation.

## Services aux voyageurs

### Accès
La station dispose de deux accès débouchant sur la rue Marietta-Alboni, de part et d'autre de la station, chacun étant réparti en deux entrées contiguës :
- l'accès 1 « place du Costa Rica, maison de Balzac - musée Georges Clemenceau », équipé d'un escalier mécanique montant complété par les escaliers fixes de la voirie, se trouvant du côté nord-est de la station au droit du square Alboni ;
- l'accès 2 « avenue du Président Kennedy, Maison de la Radio - musée du Vin » se situant du côté sud-ouest, à proximité du consulat général d'Algérie.

Un couloir passant sous la station permet de relier ces deux accès entre eux.

Accès à la station
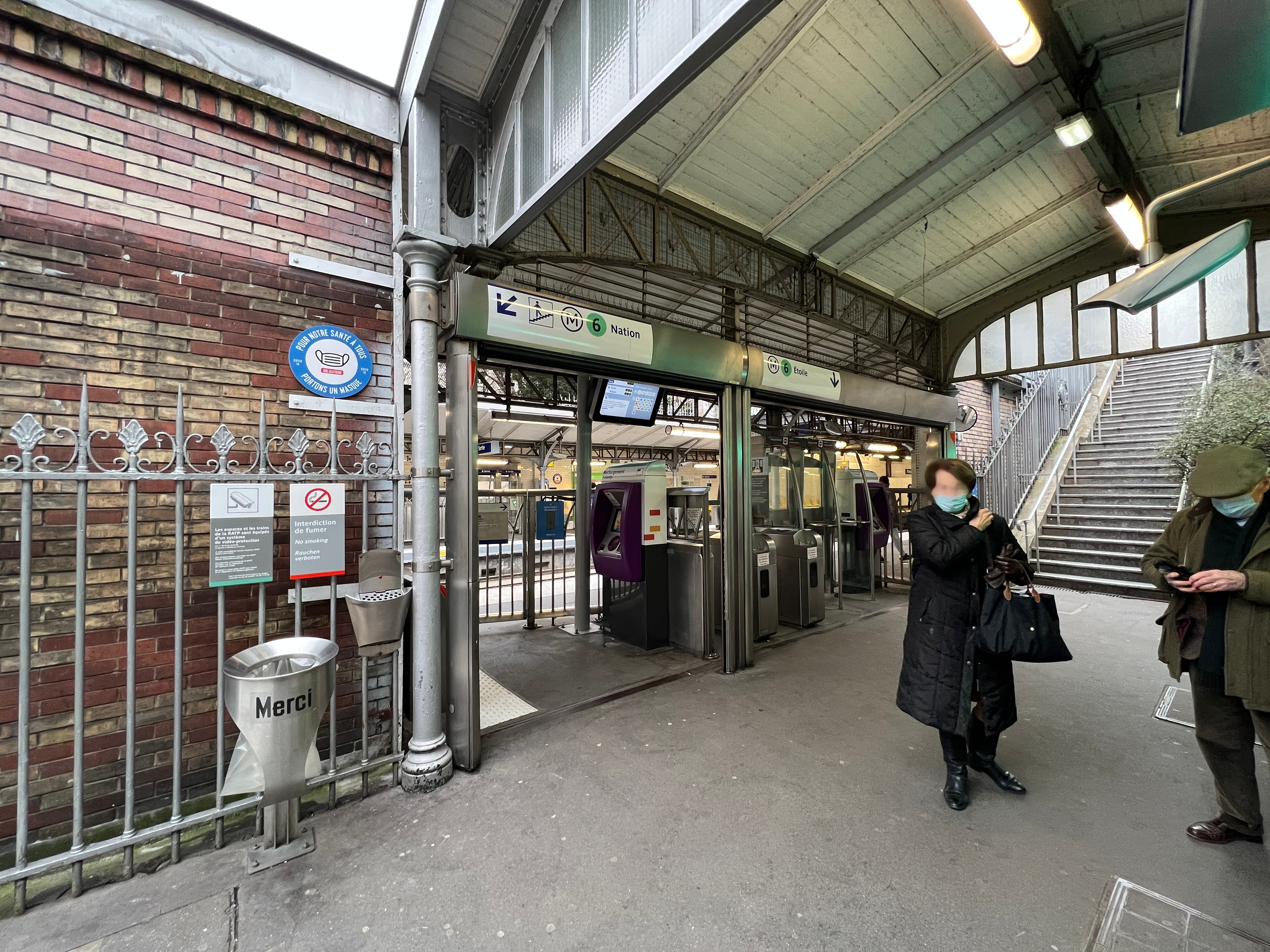
L'accès no 1 « Place du Costa Rica ».
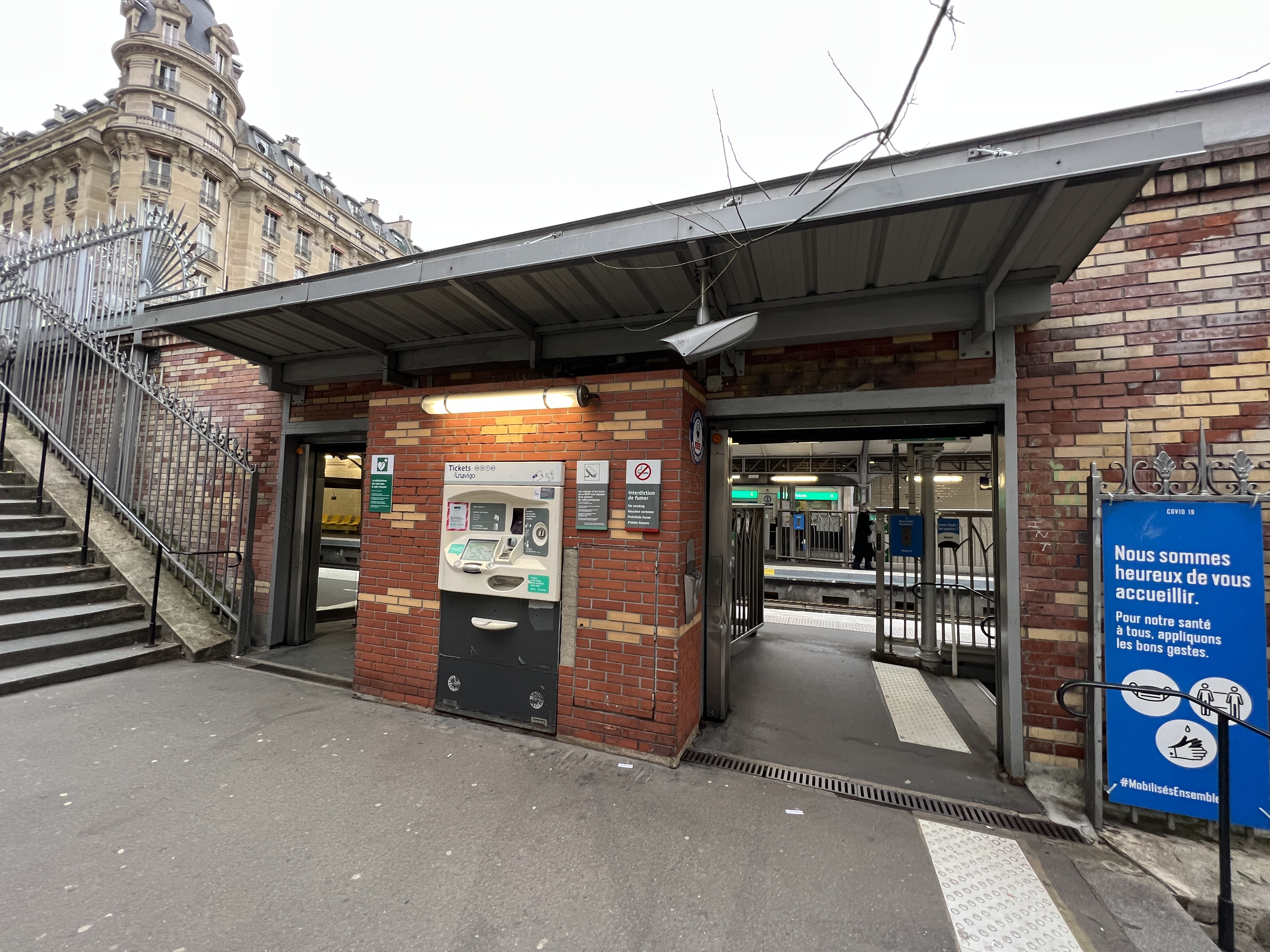
L'accès no 2 « Avenue du Président Kennedy ».

.

### Quais
Passy est une station de configuration standard : elle possède deux quais séparés par les voies du métro. En revanche, elle présente la particularité d'être souterraine à son extrémité ouest et aérienne à l'autre extrémité, du fait de la déclivité du terrain. Le plafond de la première est constitué d'un tablier métallique dont les poutres, de couleur argentée, sont supportées par des piédroits verticaux, tandis que le restant des quais est abrité par des auvents supportés par des piliers gris. Les carreaux en céramique blancs biseautés recouvrent les piédroits (dont la partie aérienne est également recouverte de briques dessinant des motifs géométriques côté extérieur) et le tympan nord-ouest, le tympan opposé étant vitré. Les cadres publicitaires sont en céramique blanche et le nom de la station est inscrit en police de caractères Parisine sur plaques émaillées, en saillie côté aérien. Les sièges sont de style « Motte » de couleur jaune et l'éclairage est assuré par des tubes indépendants. Les accès s'effectuent à mi-quai.

### Intermodalité
La station est desservie par les lignes 32 et 72 du réseau de bus RATP.

## À proximité
Elle est reliée à la station Bir-Hakeim et au 15e arrondissement par le pont de Bir-Hakeim (anciennement pont-viaduc de Passy) achevé en 1906 (classé monument historique).
Elle se trouve à environ 750 m au nord de la Maison de la Radio et de la Musique.
Parmi les bâtiments proches se trouvent le cinéma Majestic Passy, le lycée Saint-Louis-de-Gonzague, la Maison de Balzac ou encore le musée Clemenceau.

## Culture
Le colonel Passy (de son vrai nom André Dewavrin) prit, comme nombre de Français libres, le nom d’une station du métro parisien comme nom de guerre.
Plusieurs films ont été tournés dans la station :
- Quai des Orfèvres de Henri-Georges Clouzot (1947) ;
- Les Grandes Personnes de Jean Valère (1961) ;
- Le Dernier Tango à Paris de Bernardo Bertolucci (1972) ;
- Peur sur la ville d'Henri Verneuil (1975) ;
- La Belle Personne de Christophe Honoré (2008) ;
- Alias Caracalla d'Alain Tasma (2013) ;
- Insaisissables de Louis Leterrier (2013) ;
- The Smell of Us de Larry Clark (2013).

Galerie de photographies
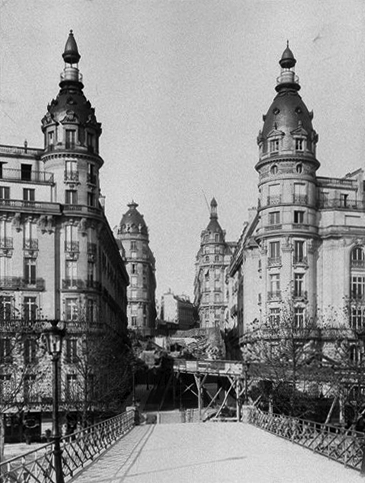
La construction de la station, en 1905.
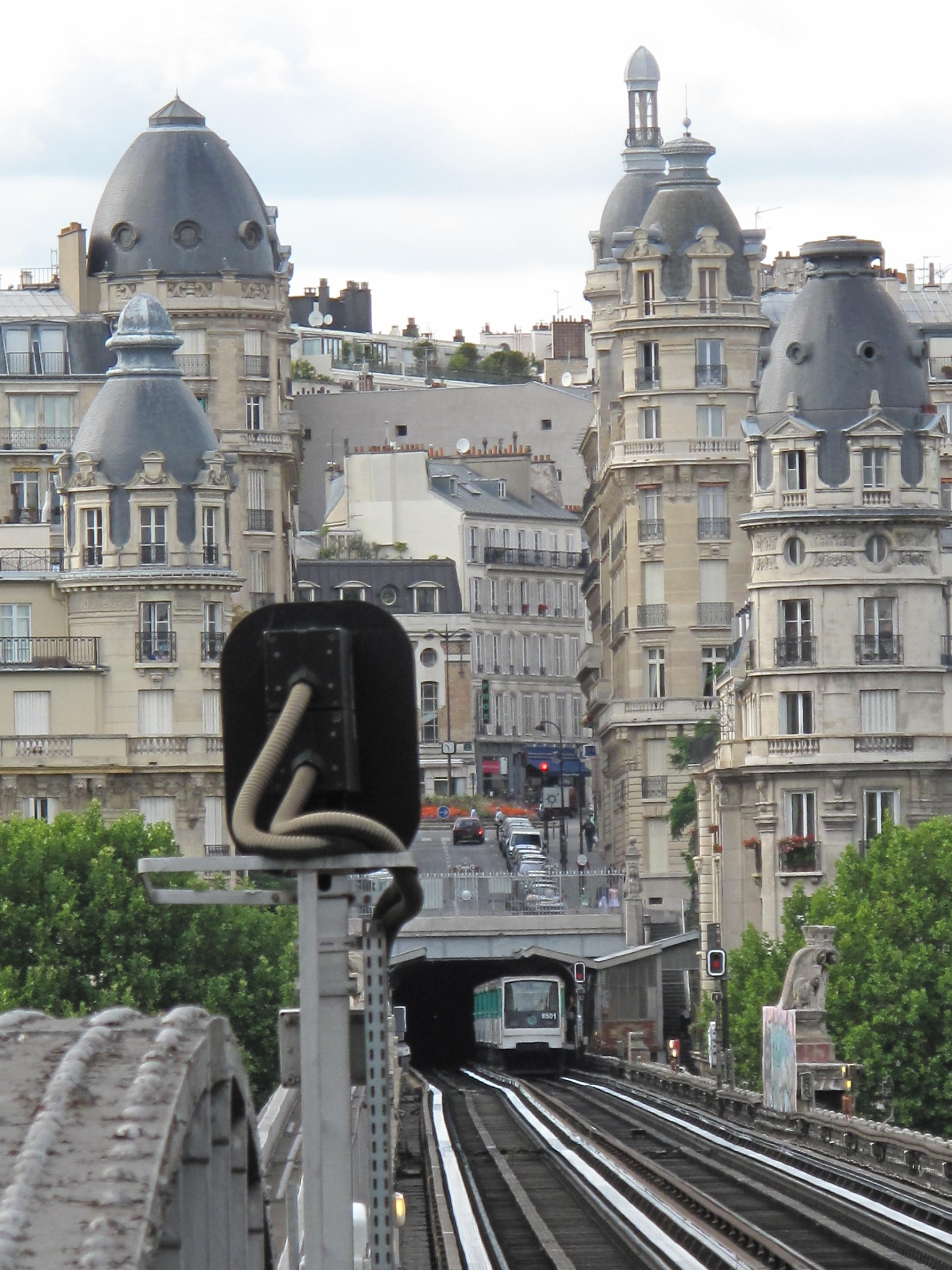
Vue depuis la station Bir-Hakeim.
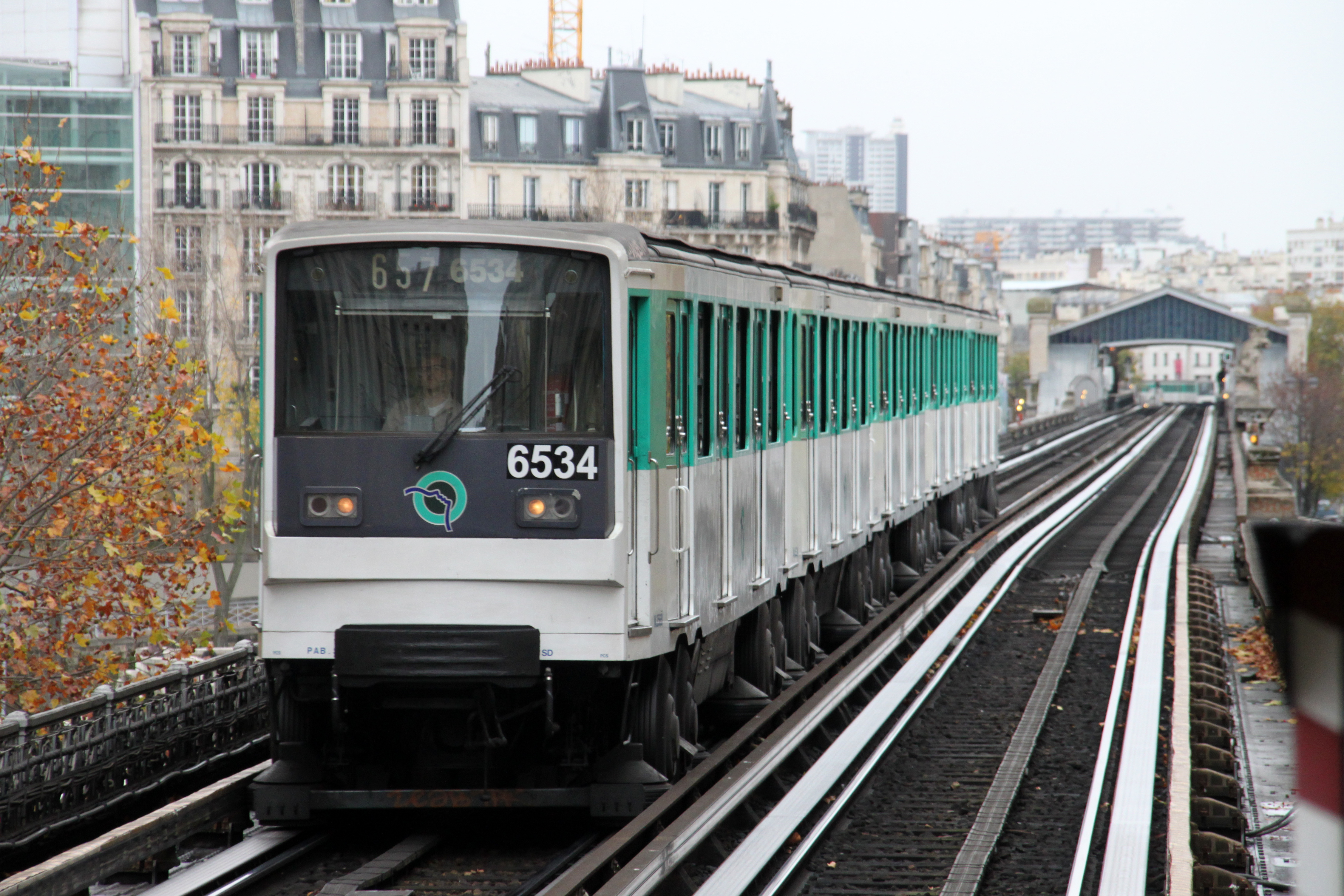
Une rame en provenance de Bir-Hakeim.
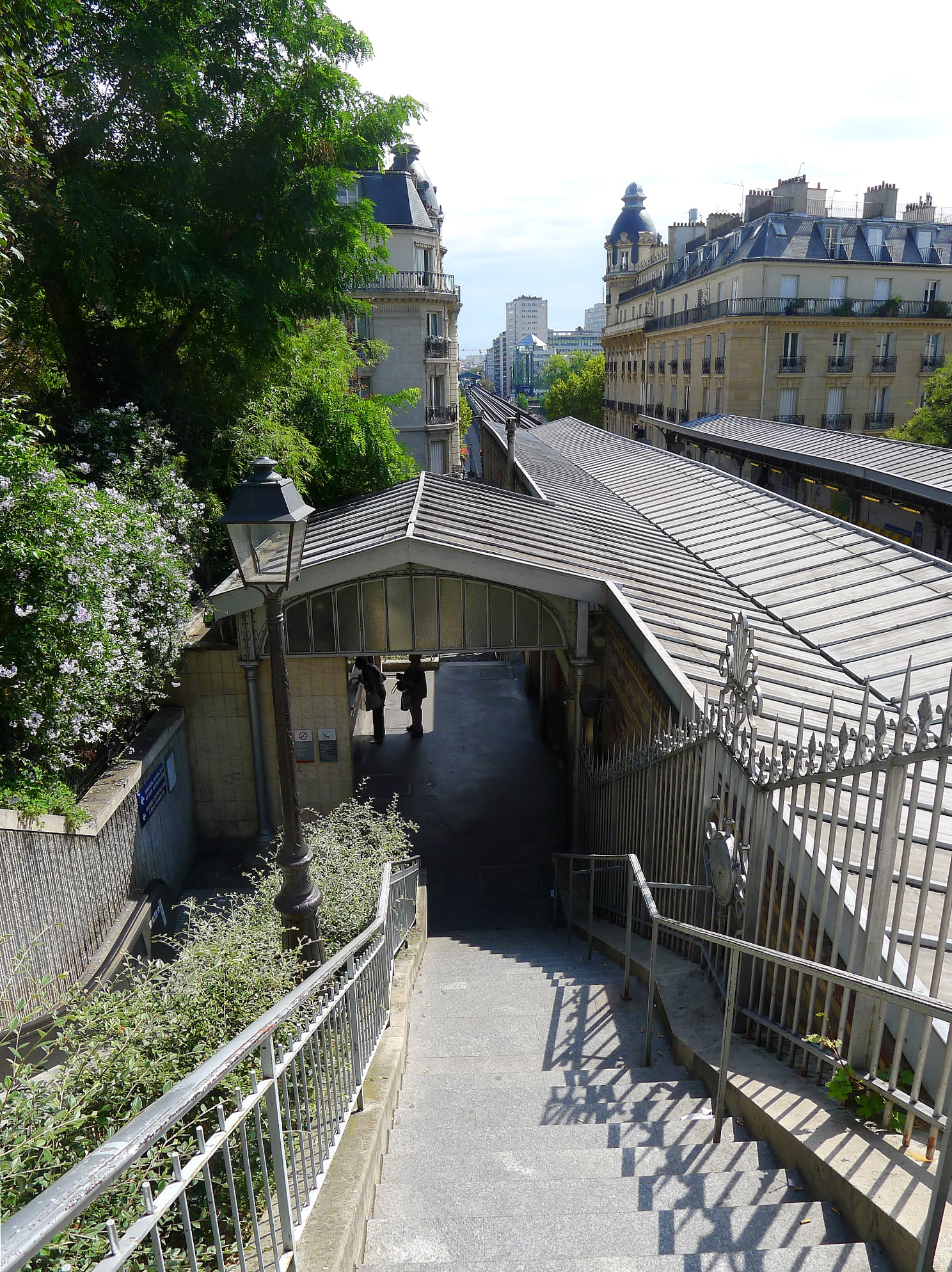
Accès entre les parties en escalier de la rue Marietta-Alboni.
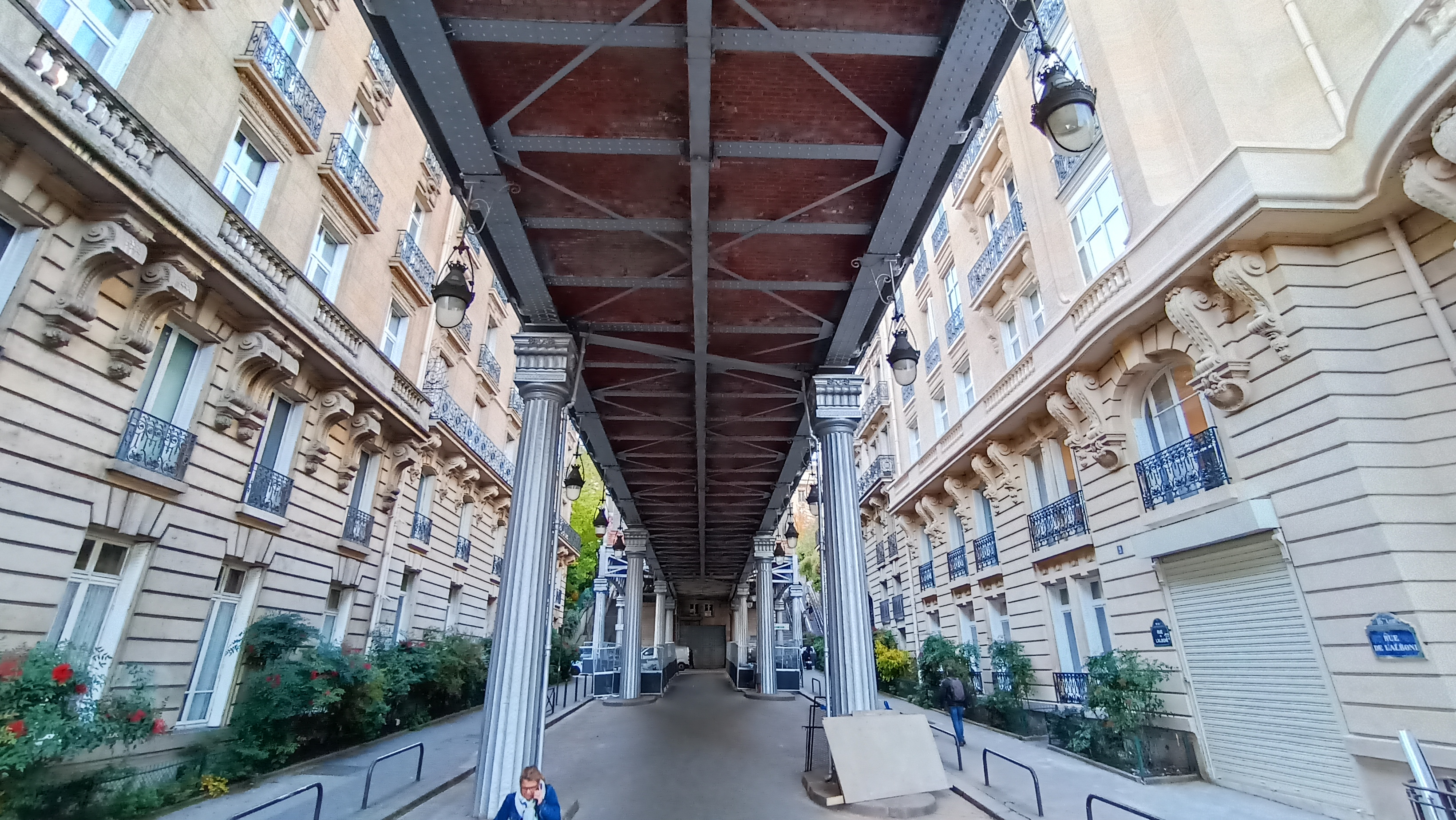
Vue sous le viaduc.
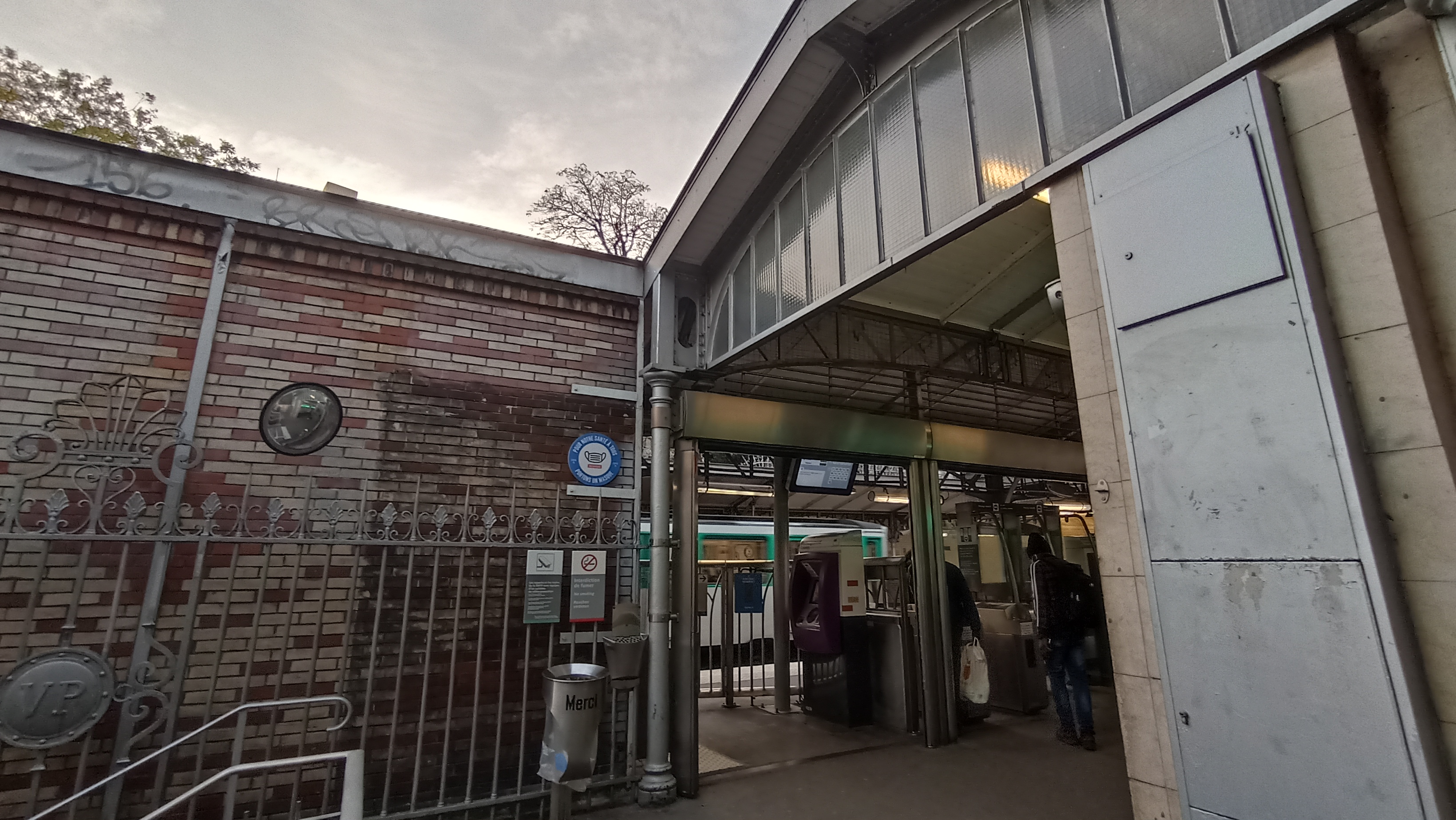
Une des entrées de la station.